# Steve Augeri

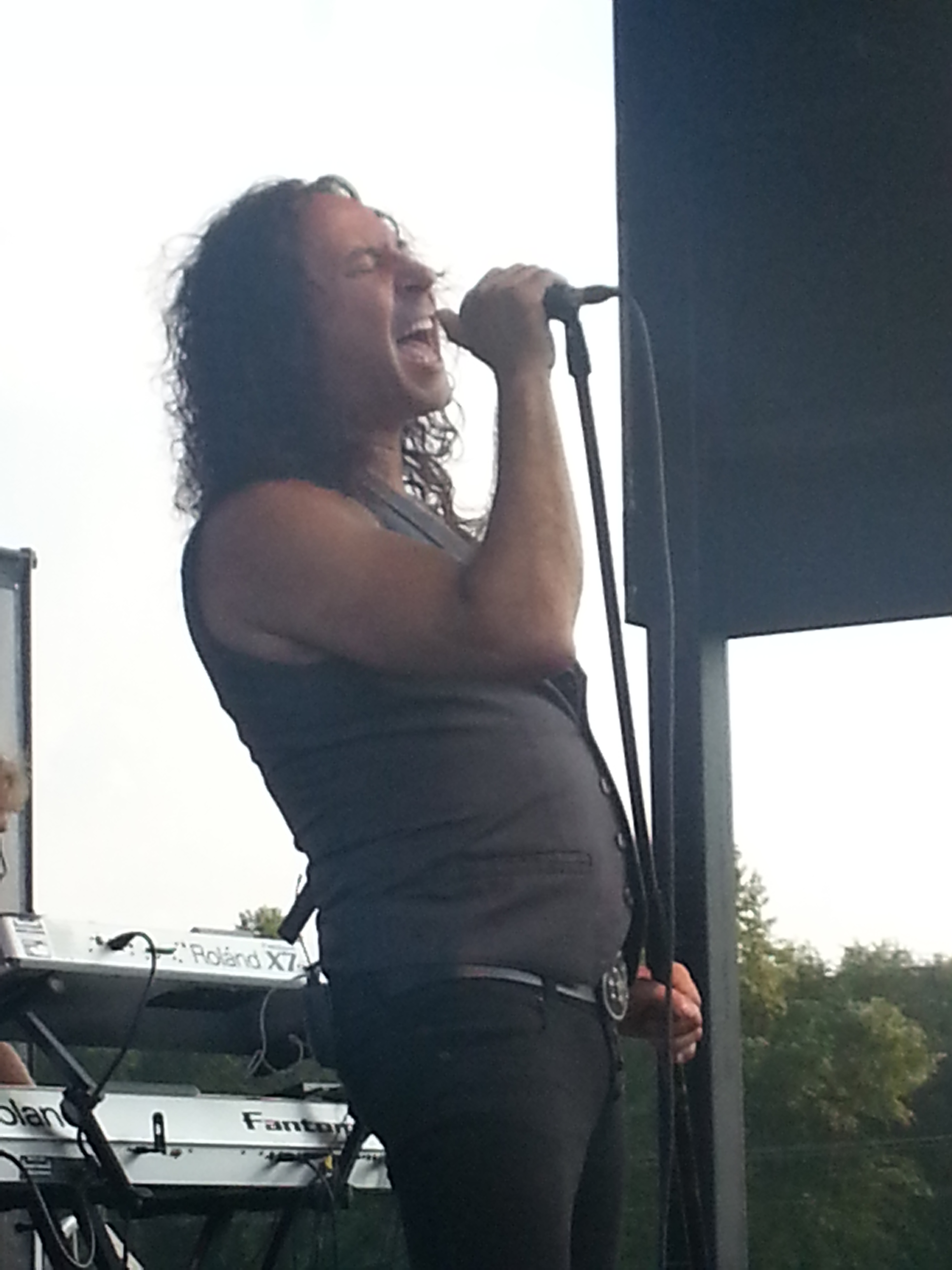
Steve Augeri live (2013)

Steve Augeri (* 30. Januar 1959 in Bensonhurst, Brooklyn) ist ein US-amerikanischer Rocksänger.

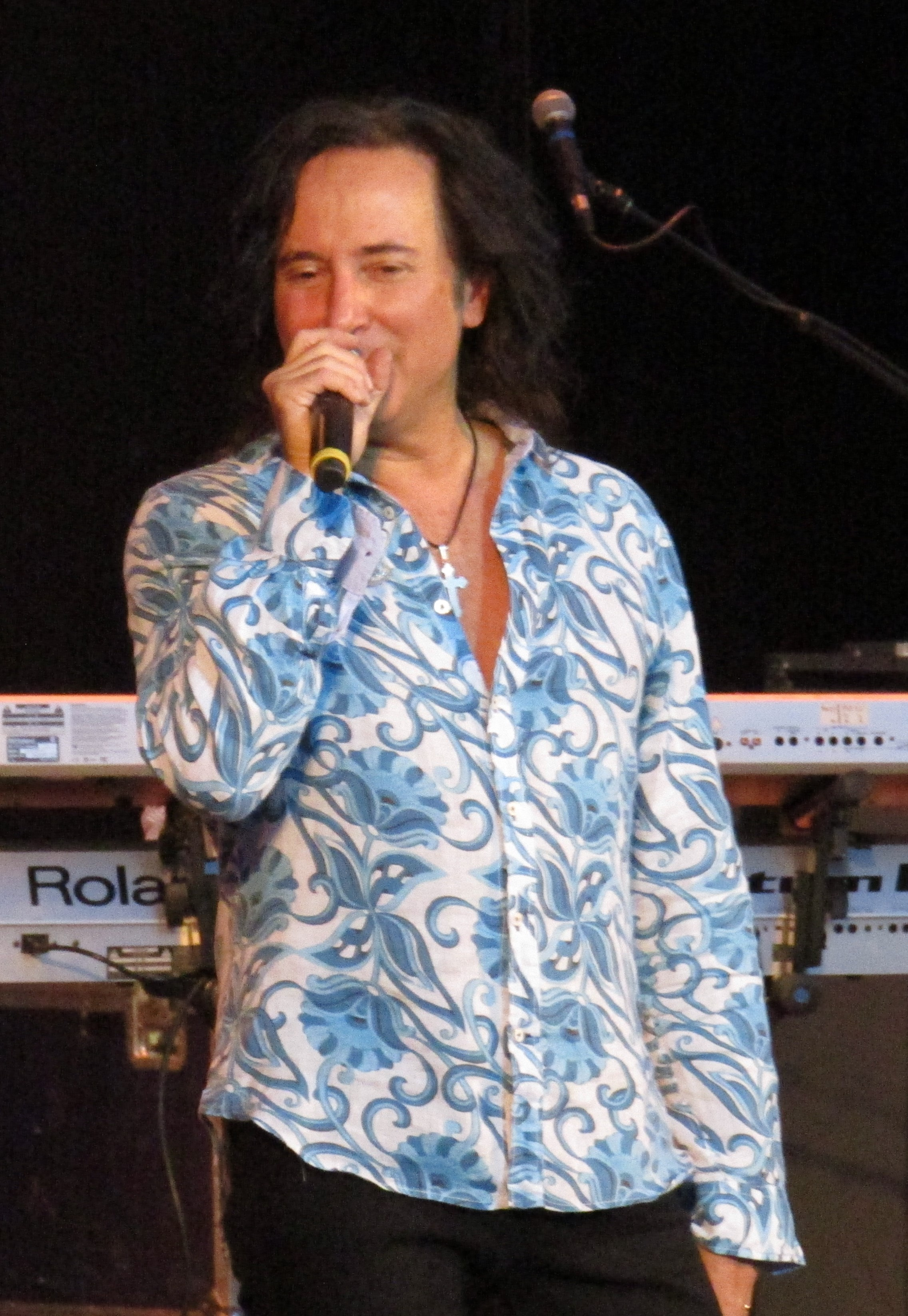
Augeri live (2018)

## Leben
Steve Augeri, Sohn von Joseph und Emma Augeri, wuchs in New York City auf und studierte  Holzblasinstrumente, insbesondere Fagott, an der New School of Music and Art in New York. Seine Liebe galt zunächst der Klassik und er gab, um sein Studium zu finanzieren, auch Unterricht an Kinder von 6–16 Jahren, bis er Fredrick Torregrossa kennenlernte, der sein stimmliches Potential als Sänger erkannte und förderte.
In den frühen 1980er Jahren ging Augeri nach Europa und trat als Background-Sänger in der Michael Schenker Group, bei UFO und den Scorpions in Erscheinung. Weitere Karriereschritte waren Tall Stories und die Band Tyketto. Mit Tyketto erschienen 1995 das Album Shine, das anschließend auf einer Europatournee vorgestellt wurde, sowie 1996 das Album Take Out & Served Up Live bei Geffen Records.
Weltweite Bekanntheit erlangte er später mit der Rockgruppe Journey als deren Leadsänger in den Jahren von 1998 bis 2006. Augeri nahm mit Journey drei Alben auf. Zum Durchbruch verhalf ihm dabei der Song Remember Me, der als Soundtrack in dem Film Armageddon zur Verwendung kam.
In den 2010er Jahren wechselte Steve Augeri zu einer Karriere als Solist und veröffentlichte überwiegend Singles mit eigenen Werken.
Seit März 2014 ist Augeri mit zahlreichen namhaften Wegbegleitern und seinem Soloprogramm wieder live zu sehen.

### Privates
Augeri ist seit 1986 mit Lydia Augeri verheiratet, mit der er in Staten Island lebt. Gemeinsam unterstützen sie karitative Projekte, beispielsweise die Breast Cancer Foundation, die Little Baby Face Foundation und andere.

## Diskografie

### Steve Augeri Band
- Riverside (2010)
- Photograph (2011)
- Hours in the Day (2012)
- Rich Mans World (2012)
- Home This Christmas Time (2012)
- Behind the Sun (feat. Tom DeRossi) (2013)
- For the Rest of My Life (2013)
- Home Again (2014)
- Tin Soldier (2014)
- Faces (2014)
- In The Moment (2015)
- Riverside (Mississippi Mix) (2015)

### Tall Stories
- Tall Stories (1991)
- Skyscraper (2009)

### Tyketto
- Shine (1995)
- Take Out and Served Up Live (1996)

### Journey
- Song Remember Me, from the movie soundtrack Armageddon, 1998
- Arrival (2001)
- Red 13 (EP – 2002)
- Generations (2005)